# Stephen Mather
Stephen Tyng Mather (4 de julio de 1867 - 22 de enero de 1930) fue un industrial y ecologista estadounidense, propietario y presidente de Thorkildsen-Mather Borax Company, empresa que lo convirtió en millonario. Junto con el periodista y escritor Robert Sterling Yard, encabezó una campaña publicitaria para promover la creación de una agencia federal para supervisar los parques nacionales de Estados Unidos y finalmente se convirtió en el primer director de ese nuevo organismo, el Servicio de Parques Nacionales, controlado por el Departamento del Interior.

## Servicio de Parques Nacionales
El libro de Robert Shankland, Steve Mather of the National Parks, menciona una carta que Mather envió al Secretario del Interior de los Estados Unidos, Franklin Knight Lane, deplorando el estado de los parques nacionales. La carta, enviada en 1913, desencadenó una serie de acciones por parte del secretario Lane que lo llevaron a contratar a Steve Mather al servicio del gobierno para proteger los parques por los que estaba tan intensamente interesado. Los intentos de Steve Mather para dar a conocer los parques nacionales a una variedad de políticos y adinerados líderes empresariales muestran en detalle como trató de generar un mayor aprecio por la riqueza nacional de los lugares escénicos dentro de una población más amplia. Desde su actividad inicial, Mather causó la creación de una nueva agencia de gobierno para proteger a los parques nacionales y lograr un reconocimiento de las necesidades de estos y otros parques adicionales, el Servicio de Parques Nacionales, de la que fue su primer director.
Mather consideraba que un magnífico paisaje escénico debía de ser el primer criterio para establecer un parque. Introdujo concesiones a los parques nacionales, lo que permitió la comercialización de instalaciones y otras necesidades a los visitantes, lo que incluía guías para el estudio de la naturaleza. Mather promovió la creación del National Park to Park Highway (Carretera nacional parque a parque), y alentó la cooperación con el servicio de ferrocarriles, con el fin de fomentar que las unidades normalmente alejadas del Sistema de Parques Nacionales se acercaran a ellos y así crear una base de apoyo público a la joven agencia y sus intenciones de aprovechamiento. Incapacitado periódicamente por un trastorno maníaco depresivo, Mather dejó el cargo en enero de 1929, después de sufrir un derrame cerebral, y murió un año después.

## Legado
En honor a los logros de Mather fueron colocadas placas de bronce en numerosos parques por el Fondo en Memoria de Stephen Mather, establecido en 1932. En las inscripciones de las placas se lee:

Stephen Mather Tyng/ 4 de julio de 1867 - 22 de enero de 1930/ Sentó las bases del Servicio de Parques Nacionales, definió y estableció las políticas bajo las que sus áreas se desarrollarán y se conservarán intactas para las generaciones futuras. Nunca habrá llegado a su fin el bien que ha hecho.

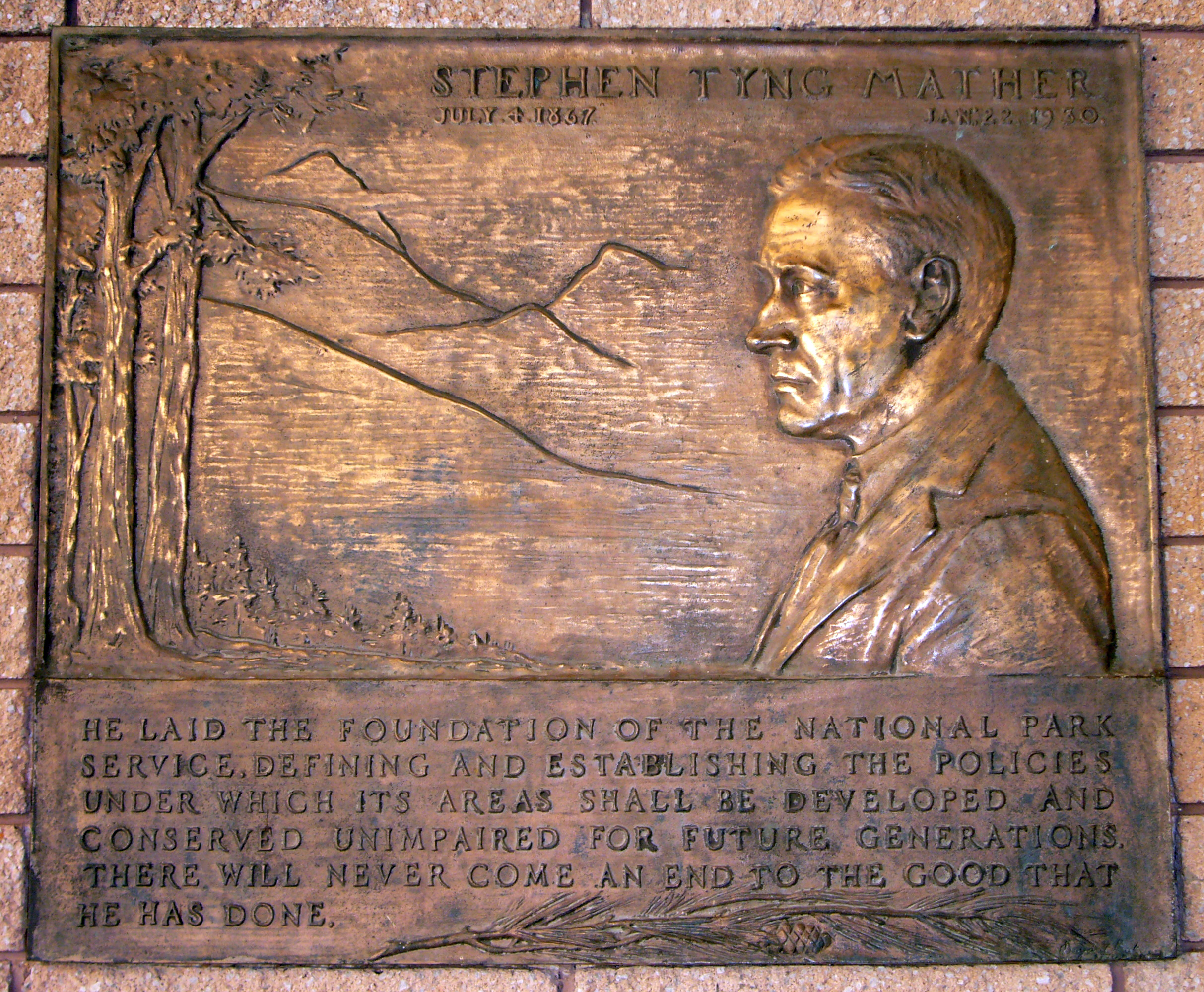
Placa en el Parque nacional Zion.

Varios lugares dentro del Sistema de Parques Nacionales llevan el nombre de Mather, incluyendo Mather Point en el borde sur del Parque nacional del Gran Cañón, Distrito Mather y Mather Camp en el Parque nacional de Yosemite, Paso Mather en Parque nacional Cañón de los Reyes, la Garganta de Mather en la frontera entre el Parque Great Falls y Parque Histórico Nacional Chesapeake y del canal de Ohio, y el Centro de Formación Stephen T. Mather al servicio de la totalidad del Sistema de Parques Nacionales en el Parque Histórico Nacional Harpers Ferry en Virginia Occidental. La escuela Stephen Mather Tyng High School en Chicago, Illinois, también lleva su nombre; así como la Stephen Mather Memorial Parkway (Estado de Washington Ruta 410) en el Parque nacional del Monte Rainier y el Bosque Nacional Monte Baker-Snoqualmie. La mayor parte de Parque nacional de las Cascadas del Norte está protegido por el Bosque Natural Stephen Mather. Su casa en Connecticut, Stephen Mather Tyng Home, fue declarado Monumento Histórico Nacional en 1963.